# Star Wars Battlefront: Renegade Squadron
Star Wars Battlefront: Renegade Squadron es el tercer videojuego de la saga Star Wars Battlefront. Este videojuego fue desarrollado por LucasArts y Rebellion Developments. Se lanzó en Norteamérica el 9 de octubre de 2007 y en Europa tres días después. El juego solo está disponible para la PlayStation Portable. Está recomendado para mayores de 12 años. Fue uno de los primerios videojuegos disponibles en forma de pack con las nuevas versiones de la PSP como la PlayStation Portable Slim.
Renegade Squadron recibió críticas muy diversas de la comunidad de los videojuegos. El juego se consideró superior a su predecesor (la versión de Star Wars: Battlefront II para la PSP) y fue elogiado por sus opciones de personalización y juego en línea, pero la campaña para un solo jugador fue criticada por ser breve y sencilla. Las opiniones sobre los gráficos eran variadas, y los controles se describieron generalmente como insuficientes.

## Diferencias con sus predecesores
- Posibilidad de jugar con nuevos héroes, villanos, vehículos.
- Nuevos escenarios.
- La existencia del modo HCF (Hero Capture the Flag, el héroe captura la bandera).
- La capacidad de poder usar héroes en el espacio (Han Solo, Boba Fett etc.).
- La opción de poder personalizar el aspecto y el armamento de tu soldado.

## Bandos y épocas
Se puede jugar con cuatro bandos en dos épocas distintas:
- Confederación de Sistemas Independientes (C.S.I) y la República Galáctica. En las Guerras clon.
- La Alianza Rebelde y el Imperio. En la Guerra Civil Galáctica.

## Tipos de partida
- Campaña: Modo principal del juego. Cumple varias misiones como un soldado del escuadrón renegado.
- Conquista: Gana al enemigo de dos formas, conquistando todos los puestos de mando del escenario o agotando sus fuerzas.
- Asalto espacial: Conquista todo el universo comprando tropas y mejoras. Lucha en todos los planetas.
- CB1, Captura 1 bandera: Solo hay una bandera, llévala a la base enemiga.
- CB2, Captura 2 banderas: Protege tu bandera y lleva la enemiga a tu base.
- CBH, Captura la bandera Héroe: Roba la bandera al héroe enemigo y llévala a tu base. También debes proteger al héroe de tu bando.
- Acción Instantánea: Juega cualquier escenario en cualquier modo al instante.

## Personalizar tu soldado
Podrás personalizar el aspecto y el armamento de tu soldado. Al elegir el aspecto de tu soldado deberás coger el aspecto que más te guste, pero al personalizar el armamento de tu soldado deberás escoger el que mejor sepas manejar.

### Armamento
Al personalizar el armamento de tu soldado tendrás 100 créditos, que podrás usar para las armas, mejoras... Las armas y mejoras se dividen en grupos, de los que solo podrás coger un objeto a la vez (de cada uno de los grupos). En medio de una partida se puede cambiar el armamento al estar muerto o acercándose a un puesto de mando que pertenezca a tu bando. Tus opciones son las siguientes:

#### Armas principales
Son las armas más costosas, la mayoría son muy útiles en los combates cuerpo a cuerpo. Son las siguientes:
- Fusil bláster: Es el arma de infantería más utilizada en toda la galaxia. Su munición es limitada y no se recalienta.(25 créditos).

- Cañón Arc:Un arma que dispara descargas eléctricas. Cuanto más se cargue más dañará al enemigo. Al cargarse puede afectar a más de un enemigo a la vez, si estos están cerca. Su munición es infinita y no se recalienta. (30 créditos).

- Arma de carbonita: Es un arma que sirve para congelar temporalmente a un enemigo. Cuanto más se cargue el disparo más tiempo estará congelado el enemigo. Su munición es infinita y no se recalienta. (15 créditos).

- Incinerador: Arma que provoca una gran llamarada que causa muchos daños a los enemigos cercanos. Su munición es infinita y se recalienta. (25 créditos).

- Escopeta: Dispara varias balas a la vez. Es muy efectivo a corta distancia. Su munición es limitada y no se recalienta. (30 créditos).

- Fusil de precisión: Es un fusil de francotirador, posee dos zum y es muy efectivo para disparar a los enemigos desde puestos elevados alejados de la batalla. Su munición es limitada y no se recalienta. (25 créditos).

- Ametralladora rotatoria: Gran arma que dispara muchas de balas en muy poco tiempo. Tarda unos segundos en comenzar a disparar. Su munición es infinita y se recalienta.(40 créditos).

- Ballesta láser: Dispara varias balas a la vez, pero si se carga dispara un disparo concentrado. Su munición es limitada y no se recalienta. (30 créditos)

- Lanzacohetes: Dispara un cohete no guiado, es muy efectivo contra vehículos y torretas, a los que una vez fijado apunta automáticamente. No es efectivo en los combates cuerpo a cuerpo. Tiene muy poca munición y tras un disparo hay que recargar. (25 créditos).

#### Armas secundarias
Son armas menos útiles para los combates cuerpo a cuerpo que las principales, pero pueden ser muy útiles si al elegir una se coge una con las características contrarias a la principal. Son las siguientes:
- Pistola bláster: Es como el fusil bláster pero peor. Su munición es infinita y se recalienta. (0 créditos).

- Cortador de fusión: Construye y repara vehículos, torretas y driodes de suministro. También se puede usar para hacer salir a los enemigos de un vehículo. No necesita munición y no se recalienta. (0 créditos).

- Disparo triple: Es como una pequeña escopeta. Dispara tres balas a la vez, pero con más rapidez que la escopeta. Su munición es infinita y se recalienta muy pronto. (15 créditos).

- Lanzador de IEM: Dispara un impulso electromagnético. Su munición es limitada y no se recalienta. (25 créditos).

- Pistola bláster explosiva: Pistola cuyos proyectiles explotan al impactar, hacen un pequeño daño a los enemigos cercanos al impacto. su munición es limitada y no se recalienta. (20 créditos).

- Lanzagranadas: Lanza granadas al enemigo. Su munición es limitada y no se recalienta. (20 créditos).

- Cohete teledirigido: Cohete que se puede controlar a distancia. Tiene una batería, que cuando se acaba hace que explote el cohete. Al dispararlo lo mejor es hacerlo desde tu base o un sitio escondido. Tiene poquísima munición y tras cada disparo hay que recargar, por los que es mejor situarse al lado de un dispensador de munición al dispararlo. (25 créditos).

- Cañón o bombardero orbital: Posee dos zum y se dispara desde lejos. Lanza una baliza, en el sitio donde cae los bombarderos disparan, matando a todos los enemigos de la zona. Si el enemigo está en un edificio, cueva... el bombardero no le afectará. (20 créditos).

#### Explosivos
Son objetos que al arrojarlos o dispararlos explotan, y afectan a más de un enemigo a la vez. Son los siguientes:
- Detonador térmico: Granada que explota al poco tiempo de ser arrojada. (10 créditos).

- Paquetes explosivos: Explosivos que se dejan caer y son detonados cuando se quiere. (10 créditos).

- Minas de proximidad: Explosivos que detonan al ser pisados. Lo mejor es ponerlos en los sitios por donde el enemigo está obligado a pasar. (10 créditos).

- Granadas racimo: Granadas que explotan en el aire y se dividen en cargas más pequeñas. (15 créditos).

- Cohetes de muñeca: Son cohetes no guiados que se disparan por la muñeca contra objetivos fijados. (20 créditos).

#### Objetos especiales
Son objetos que permiten desplazarse rápido, defenderse u infiltrarse en la base enemiga. Son los siguientes:
- Mochilas de salud y munición: Suéltalas para ayudar a tus aliados o a ti mismo. Permiten depositar munición y salud donde se quiera. (10 créditos).

- Torretas automáticas: son torretas fijas automáticas que abren fuego contra cualquier enemigo que tengan a tiro. Es muy común colocarlas en las bases o caminos estrechos. (5 créditos).

- Droides de reconocimiento: Son droides teledirigidos armados con un cañón bláster, además se pueden detonar. Tienen su propia barra de energía (batería). (10 créditos).

- Traje de camuflaje: Traje que es capaz de hacer invisible al que lo lleva. Al usarlo consume energía de la barra de sprint.

- Mochila cohete: Permite volar manteniendo al que la lleva en el aire, permitiendo moverse hacia todas direcciones. Es muy útil para desplazarse y tiene su propia barra de energía. (30 créditos).

- Mochila de salto: Permite dar saltos enormes, que pueden servir para desplazarse o atacar a enemigos desde el aire. Tiene su propia barra de energía. (20 créditos).

- Escudo personal: Protege al que lo usa de los disparos. Pero limita su movimiento y casi no le permite disparar. Tiene su propia barra de energía.(25 créditos).

#### Mejoras
Al activarlas mejoran diversos aspectos del que las usa y de los aliados cercanos durante un tiempo, después se recargan. Esto es así en todas excepto en la reparación automática de vehículo. Son las siguientes:
- Repliegue: Mejora la defensa. (10 créditos).

- Furia: Mejora el ataque. (15 créditos).

- Aguante: Mejora la barra de sprint. (5 créditos).

- Regenerar: Rellena la barra de salud. (15 créditos).

- Regeneración automática de vehículo: Al ir en un vehículo este se repara automáticamente. No tiene necesidad de recargarse. (10 créditos).

#### Otras mejoras
Estas mejoras van por niveles y son permanentes. Son las siguientes:
- Mejora de velocidad nivel 1: Mejora la velocidad. (10 créditos).

- Mejora de velocidad nivel 2: Mejora más la velocidad (20 créditos).

- Mejora de velocidad nivel 3: Mejora más aún la velocidad (30 créditos).

- Mejora de salud nivel 1: Aumenta la barra de salud. (10 créditos).

- Mejora de salud nivel 2: Aumenta la barra de salud más. (20 créditos).

- Mejora de salud nivel 3: Aumenta la barra de salud aún más. (30 créditos).

- Mejora de conquista nivel 1: Aumenta la velocidad de conquista y la barra de sprint. (15 créditos).

- Mejora de conquista nivel 2: Aumenta más la velocidad de conquista y la barra de sprint. (30 créditos).

- Mejora de conquista nivel 3: Aumenta más aún la velocidad de conquista y la barra de sprint. (45 créditos).

### Aspecto
El aspecto de tu soldado a de gustarte y suele quedar mejor si encaja con tus armas y te ayuda a camuflarte en el escenario en el que juegues (por ejemplo, un francotirador de color verde en Endor). En el modo individual y en línea los soldados manejados por el ordenador llevan el mismo color en sus uniformes que tú. En medio de una partida se puede cambiar el aspecto, pero solo al estar muerto. Las opciones son las siguientes:

#### Cuerpo
Aquí podrás elegir el tipo de soldado que
quieres ser, por ejemplo, uno con aspecto de musculoso, etc. Puedes elegir entre 3 cuerpos por cada bando, por ejemplo, con los rebeldes puedes elegir entre la Vanguardia rebelde, la infantería rebelde y el Guerrero Wookie. En total hay 12 cuerpos distintos.

#### Cabeza
Aquí podrás elegir la cabeza de tu soldado. Cada cuerpo tiene 3 opciones, en total hay 36 cabezas. Entre ellas hay alielígenas, cascos de generales que aparecen en las películas, cascos de soldados normales y distintos rostros humanos.

#### Color del uniforme
Para elegir el color del uniforme de tu soldado tendrás que seleccionar dos colores en dos rondas. Al jugar en modo individual u online los soldados manejados por el ordenador llevan el uniforme del mismo color que el jugador humano.
En la primera ronda pintarás el casco y/o los hombros.
En la segunda ronda pintarás el resto del cuerpo, excepto en algunas unidades del Imperio y la República, pues algunas partes de su cuerpo son siempre blancas, sin poder modificarlas.

#### Insignia
Podrás elegir la insignia que verán tus enemigos encima de tu soldado en las partidas multijugador y al verte en el mapa del escenario. El color de la insignia es el mismo que hayas elegido para el uniforme de tu soldado. Hay 10 insignias para elegir.

## Argumento del modo campaña
Han pasado muchos años desde la Batalla de Endor y La Nueva República está eliminando los restos de Imperio y reinstaurando la democracia por toda la galaxia.
Tras la muerte del Emperador Palpatine los archivos jedi de Coruscant han sido recuperados. La archivista Tionne está reuniendo la historia de la Rebelión para sus registros. Su investigación ha desvelado la existencia de una fuerza rebelde desconocida hasta el momento. Esta fuerza fue creada después de la Batalla de Yavin 4 y bautizada como el Escuadrón Renegado. Esta es su historia.
Tú eres miembro del Escuadrón Renegado, que es una fuerza de combate secreta liderada y dirigida por Han Solo. Con la ayuda de Col Serra y a petición del General Dodonna. El comanadante Solo ha reunido a los combatientes más experimentados y avanzados en la batalla para proteger a la Rebelión.
Como miembro del Escuadrón Renegado podrás participar en batallas en los hervideros de escoria y canallesca más horribles de toda la galaxia. Bienvenido al frente de batalla.

## Planetas, héroes y villanos
| Planeta     | Héroe de la República Galáctica | Héroe de la C.S.I  | Héroe de la Alianza Rebelde | Héroe del Imperio Galáctico |
| ----------- | ------------------------------- | ------------------ | --------------------------- | --------------------------- |
| Boz Pity    | Nivel no existente              | Nivel no existente | Akbar                       | Boba Fett                   |
| Endor       | Nivel no existente              | Nivel no existente | Han Solo                    | Darth Vader                 |
| Geonosis    | Mace Windu                      | Conde Dooku        | Obi-Wan                     | Palpatine                   |
| Hoth        | Nivel no existente              | Nivel no existente | Luke Skywalker              | Darth Vader                 |
| Base Eco    | Nivel no existente              | Nivel no existente | Luke Skywalker              | Darth Vader                 |
| Kashyyyk    | Yoda                            | Jango Fett         | Chewbacca                   | Boba Fett                   |
| Korriban    | Yoda                            | Conde Dooku        | Luke Skywalker              | Palpatine                   |
| Mustafar    | Obi-Wan                         | Darth Maul         | Obi-Wan                     | Darth Vader                 |
| Mygeeto     | Ki-Adi-Mundi                    | General Grievous   | Luke Skywalker              | Boba Fett                   |
| Naboo       | Obi-Wan                         | Darth Maul         | Obi-Wan                     | IG-88                       |
| Ord Mantell | Kit Fisto                       | Jango Fett         | Han Solo                    | IG-88                       |
| Saleucami   | Ki-Adi-Mundi                    | Asajj Ventress     | Akbar                       | Boba Fett                   |
| Sullust     | Kit Fisto                       | Asajj Ventress     | Chewbacca                   | IG-88                       |
| Tatooine    | Obi-Wan                         | General Grievous   | Han Solo                    | Boba Fett                   |
| Yavin 4     | Mace Windu                      | Conde Dooku        | Luke Skywalker              | Darth Vader                 |

## Modos de juego
Existen tres tipos de modos de juego:
- Individual: Juega contra enemigos controlados por el ordenador.

- Infraestructura: Juega contra personas de todo el mundo. Hasta 16 jugadores simultáneos. Podrás mirar tu posición mundial en los rankings, hay 3 rankings: General, Bajas/Muertes y Victorias/Derrotas.

- Ad Hoc: Juega con un amigo tuyo que posea el juego.

## Medallas
Esta es la lista de medallas que puedes conseguir, a la derecha puedes leer como conseguirlas.
- Revienta tanques. Destruye vehículos.

10 para la medalla de bronce.
25 para la medalla de plata.
50 para la medalla de oro.
- Líder rebelde. Destruye cazas en el espacio.

10 para la medalla de bronce.
25 para la medalla de plata.
100 para la medalla de oro.
- Maestro jedi. Mata enemigos siendo héroe o villano.

25 para la medalla de bronce.
75 para la medalla de plata.
150 para la medalla de oro.
- Conquistador. Gana partidas en el modo conquista.

5 para la medalla de bronce.
15 para la medalla de plata.
30 para la medalla de oro.
- Portador de la bandera. Captura la bandera él número de veces.

5 para la medalla de bronce.
15 para la medalla de plata.
30 para la medalla de oro.
- Maestro de captura. Captura él número de puestos de mando.

10 para la medalla de bronce.
25 para la medalla de plata.
50 para la medalla de oro.
- Conquistador supremo. Para ganar esta única medalla debes vencer con el equipo en todos los mapas.

- Eliminador de héroes. Para ganar esta única medalla debes asestar el golpe final a 10 héroes.

- Supercortador. Para ganar esta única medalla debes cortar 15 vehículos o torretas.

- Líder renegado. Para ganar esta única medalla debes completar el modo campaña.

- Señor supremo galáctico. Para ganar esta única medalla debes ganar en el modo Conquista Galáctica.

- Multijugador. Mata el número de enemigo en multijugador.

50 para la medalla de bronce.
150 para la medalla de plata.
300 para la medalla de oro.
- Héroe del día vida Wookie. Para ganar esta única medalla debes jugar una partida en infraestructura el 25 de diciembre y quedar primero en la clasificación de tu bando.

- Héroe del día Endor. Para ganar esta única medalla debes jugar una partida en infraestructura el día 4 de julio y quedar primero en la clasificación de tu bando.